# Plan von Casa Mata
Der Plan von Casa Mata sah die Abgabe politischer Macht an die mexikanischen Provinzen vor.
Nach der Unabhängigkeit Mexikos kam es zu Spannungen zwischen Kaiser Agustín de Iturbide und Abgeordneten, die in Festnahmen und schließlich, am 31. Oktober 1822, in der Auflösung des Kongresses gipfelten. Generäle, die den Widerstand unterdrücken sollten, sprachen sich gegen Iturbide aus und veröffentlichten am 1. Februar 1823 den Plan von Casa Mata. Zu den Unterzeichnern gehörten unter anderem die Generäle Antonio López de Santa Ana, Vicente Guerrero und Nicolás Bravo. Der Plan sah die Wahl eines neuen konstituierenden Kongresses und Abgabe von Kompetenzen an die Provinzen vor. Obwohl der Rücktritt Iturbides nicht im Plan gefordert wurde, trat dieser am 19. März 1824 zurück, um einen Bürgerkrieg zu vermeiden. Die Provinzen bestanden auf der Wahl eines neuen Kongresses. 1824 wurde Mexiko eine föderale Republik unter ihrem ersten Präsidenten Guadalupe Victoria.